# Damaeus foroliviensis
Damaeus foroliviensis är en kvalsterart som först beskrevs av Lombardini 1943.  Damaeus foroliviensis ingår i släktet Damaeus och familjen Damaeidae. Inga underarter finns listade i Catalogue of Life.